# Solho
O Solho (Acipenser sturio), também denominado esturjão ou solho-rei, é um peixe migrador diádromo. Encontra-se em perigo crítico de extinção.
O solho habita as zonas costeiras do Atlântico e desova em rios. Alimenta-se de moluscos e crustáceos.
Em Portugal o Guadiana foi o último rio onde o solho-rei se fez representar, tendo os últimos exemplares sido capturados nos finais dos anos da década de 1970.
O solho, de tão notável, chegou a ser retratado nas moedas cunhadas em Mértola no século I a.C.